# Окара
Окара (урд. اوکاڑہ) је град у Пакистану у покрајини Панџаб. Према процени из 2006. у граду је живело 226.326 становника.

## Становништво
Према процени, у граду је 2006. живело 226.326 становника.
| 1981.   | 1998.   | 2006.   |
| ------- | ------- | ------- |
| 127.455 | 200.901 | 226.326 |